# Das Haus (Zeitschrift)
Das Haus ist eine deutschsprachige Bau- und Wohnzeitschrift, die zehnmal im Jahr im Burda Living.net der Offenburger Medien Park Verlage erscheint. Das Haus wird nach Angaben des Verlags zu 99 Prozent im Abonnement bezogen. Es besteht eine Kooperation mit der Bausparkasse LBS, die die Zeitschrift ihren Kunden zum Vorteilspreis anbietet.